# Palestinský arabský kongres
Palestinský arabský kongres je zaštiťující označení pro sérii kongresů palestinských Arabů, které uspořádaly Muslimsko-křesťanské asociace mezi lety 1919 a 1928 v britské mandátní Palestině. Celkem šlo o sedm kongresů, které se konaly v Jeruzalému, Jaffě, Haifě a Náblusu. Ačkoliv měly značnou podporu mezi místními obyvateli, Britové je nikdy neuznali za oficiální zástupce palestinských Arabů. Palestinský arabský kongres vznikl v reakci na pád Osmanské říše po první světové válce (1918) a na britské převzetí moci nad Palestinou.

## Kongresy

### Kongres v Jeruzalému 1919
První kongres se konal v lednu a únoru 1919 v Jeruzalému. Vedl ho Árif ad-Dadžání, předseda jeruzalémské Muslimsko-křesťanské asociace. Delegáti zaslali žádost na Pařížskou mírovou konferenci, aby byla odmítnuta Balfourova deklarace a aby bylo uznáno Syrské arabské království Fajsala I., do kterého Palestina v té době spadala. Současně byl na kongresu odsouzen politický sionismus, francouzský nárok na Sýrii a zváženo pokračování spolupráce s Brity, pokud neohrozí samostatnost arabských států.

### Kongres v Damašku 1920
Poté, co evropské vítězné mocnosti první světové války na konferenci v italském Sanremu rozhodly o zřízení mandátních území, byly potlačeny arabské diplomatické snahy v těchto regionech. Palestinští delegáti na toto reagovali zasláním výzvy na právě probíhající Syrský národní kongres. Ve výzvě žádali o záštitu nad vysláním delegace do Evropy, která by hájila palestinskou věc. Následně byli Palestinci přizváni na syrský kongres, kde zformovali vlastní užší kongres. Na něm deklarovali požadavek nezávislé Palestiny v rámci syrského království, postoj antisionismu a požadavek na zastavení židovské imigrace.
Mezitím palestinští Arabové, kteří kvůli odbojovým činnostem uprchli do Sýrie zformovali Palestinskou arabskou společnost. V ní měli přední pozice Amín al-Husajní nebo Árif al-Árif. Ti se ihned stali odpůrci konference v Sanremu a zřízení mandátní správy. Poslali proto několik odvolání, například muslimům do Indie nebo římskokatolickému papeži. 

### Kongres v Haifě 1920

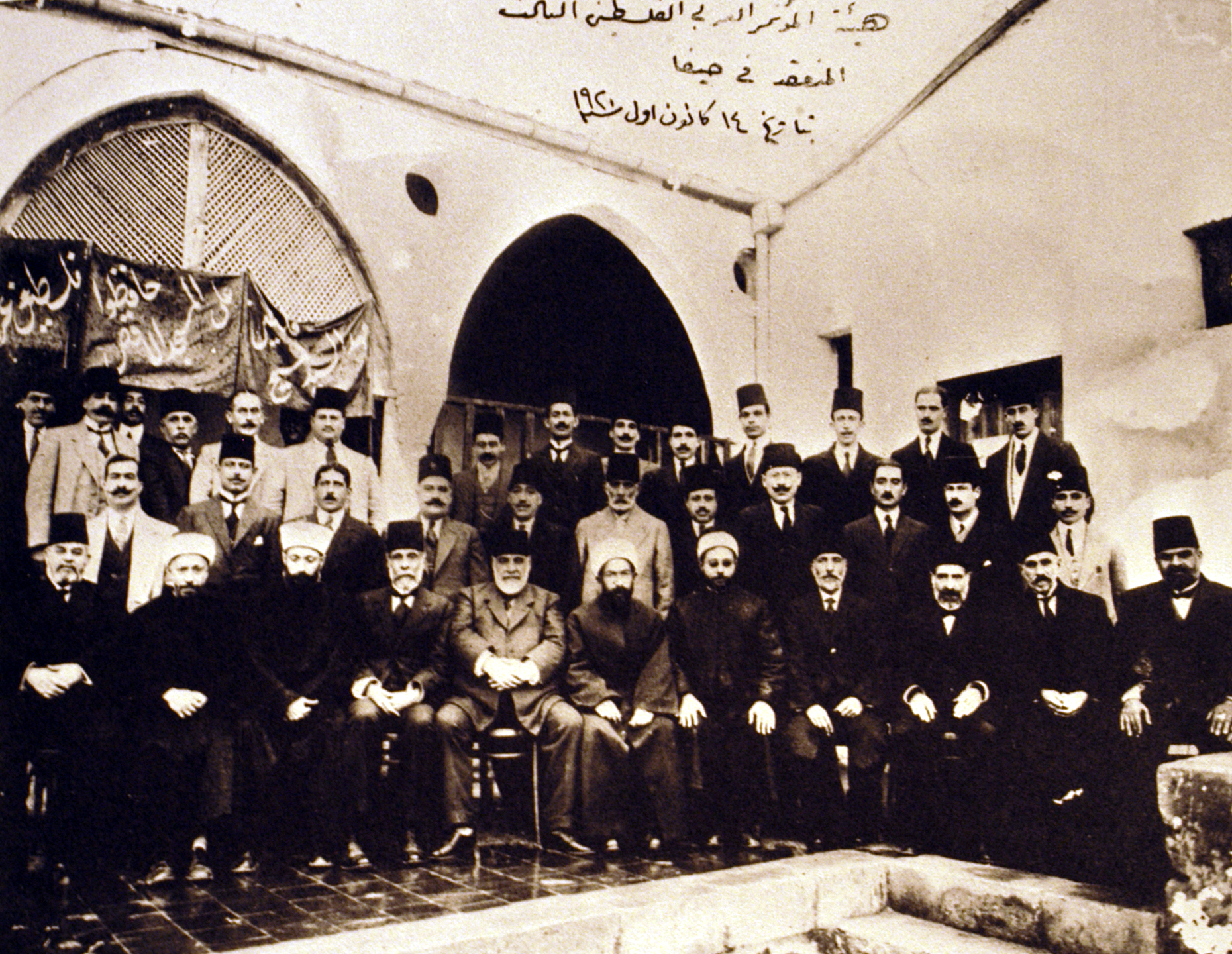
Třetí kongres (1920)

Třetí kongres se konal v prosinci 1920 a opět se ho účastnil Árif ad-Dadžání. Mezi dalšími delegáty byl Musa al-Husajni. Na tomto kongresu se delegáti odvolali na britský příslib nezávislosti Arabů, pokud se zapojí do první světové války. Příslib učinil britský velící důstojník Henry McMahon v korespondenci s Husajnem ibn Alí al-Hášimem. Arabové svou část splinili tzv. arabským povstáním proti Osmanské říši. Případně požadovali po britské správě zřízení parlamentu, ve kterém by měli Arabové poměrné zastoupení odpovídající jejich populaci. Současně odsoudili Světovou sionistickou organizaci a opět se postavili proti další židovské imigraci do Palestiny. První britský vysoký komisař v mandátní Palestině Herbert Samuel ovšem legitimitu kongresu opět neuznal.
V březnu 1921 si palestinská delegace zajistila slyšení u britského ministra kolonií Winstona Churchilla, který se účastnil konference v Káhiře o směřování britské politiky na Blízkém východě. Churchill delegátům sdělil, že musí přijmout Balfourovu deklaraci.

### Kongres v Jeruzalému 1921

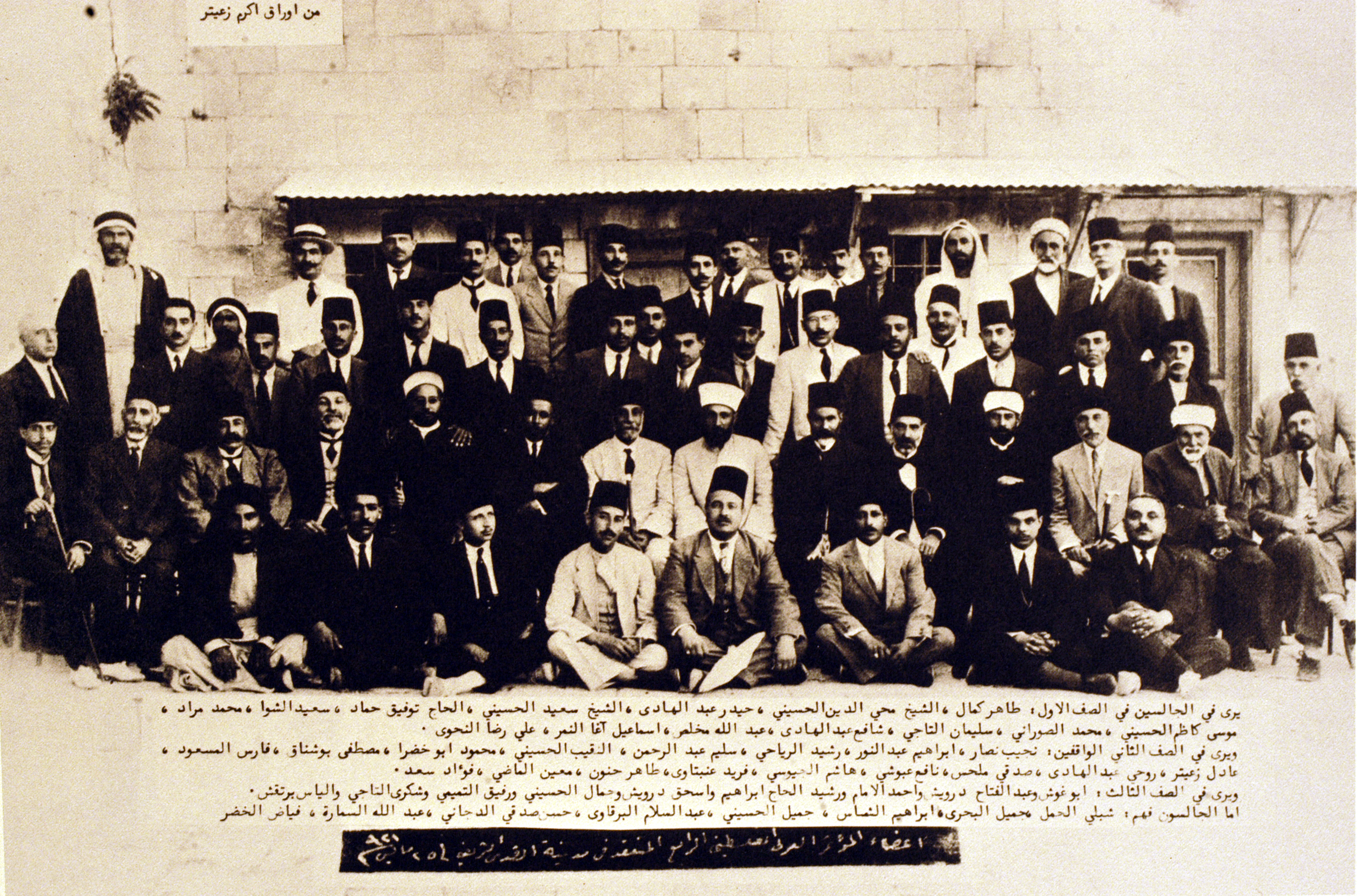
Čtvrtý kongres (1921)

V červnu 1921 se v Jeruzalému konal další kongres. Delegáti zde vytvořili šestičlennou delegaci, která byla vyslána do Londýna. byl v ní například Musa al-Husajni. Zde se opět sešli s ministrem kolonií Winstonem Churchillem. Poté přednesli svou stížnost papeži Benediktovi XV. a pokusili se vystoupit ve Společnosti národů v Ženevě. Herbert Samuel poté slíbil, že Britové v Palestině nebudou jednat proti náboženským, politickým a ekonomickým zájmům Arabů.

### Kongres v Náblusu 1922

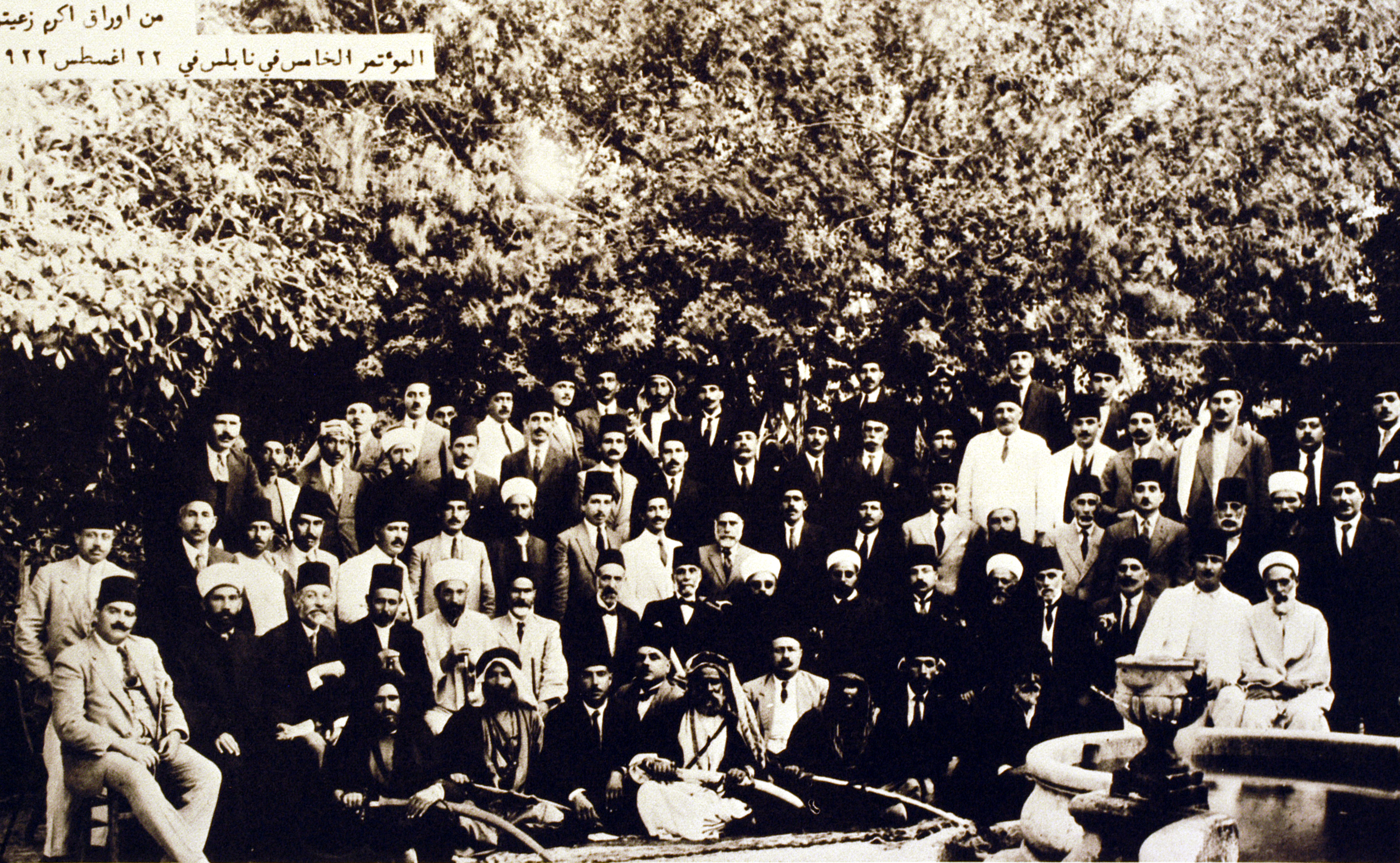
Pátý kongres (1922)

Pátý kongres se konal v srpnu 1922 po návratu delegace z Londýna. Musa al-Husajni zde přednesl projev varující před násilím vůči britské správě a uvedl, že stále věří v možnost politického řešení. Delegáti se shodli na nepřijetí nové ústavy, bojkotu voleb do mandátních těles, zřízení pobočky v Londýně, bojkotu židovského zboží a služeb, zákazu prodeje půdy Židům a na zákazu židovské imigrace. Na 13. a 14. července 1922 byla také vyhlášena generální stávka.

### Kongres v Jaffě 1923

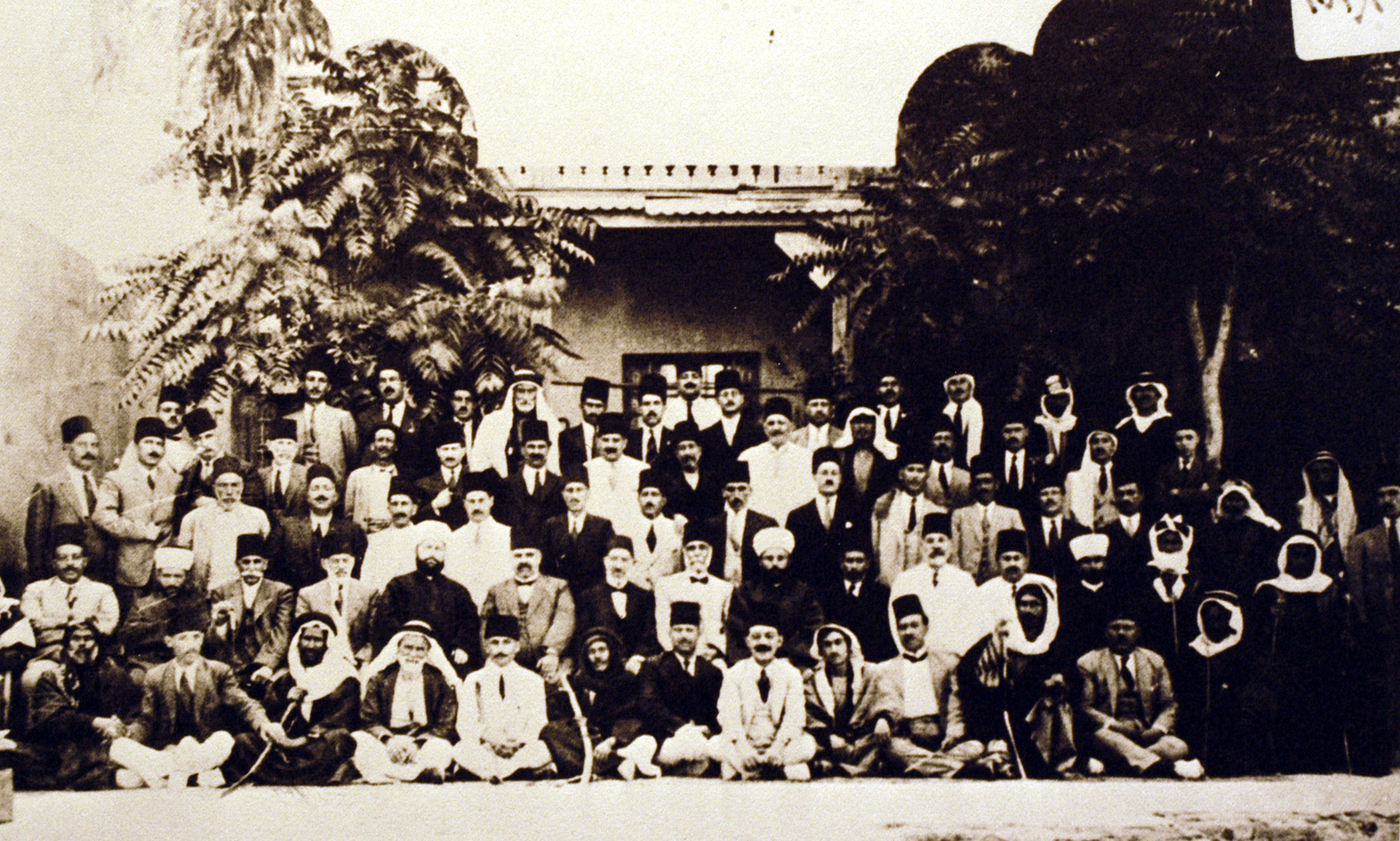
Šestý kongres (1923)

V červnu 1923 se konal kongres v Jaffě. Předsedal mu Musa al-Husajni. Delegáti se opět dohodli na vyslání delegace do Londýna, která měla nově hájit více radikální požadavky. Nicméně delegáti se na radikálnosti nemohli shodnout, což po kongresu vedlo radikální členy k odchodu z Muslimsko-křesťanské asociace a založení si vlastní organizace.

### Kongres v Jeruzalému 1928
V roce 1928 došlo k novému sjednocení arabských politických sil. Do čela se opět postavil Musa al-Husajni a byly zřízeny různé výkonné výbory. V roce 1930 znovu došlo k vyslání delegace do Londýna. Delegace měla reagovat na závěry Shawovy komise vyšetřující nepokoje v Palestině z roku 1929.

### Světový islámský kongres v Jeruzalému 1931
Světový islámský kongres byl širší těleso než původní arabské kongresy. I proto původní političtí vůdci ztratili vliv a vedení převzali noví politici. V Palestině začala dominovat Nejvyšší muslimská rada Amína al-Husajního. Kongresu se měli účastnit všichni muslimové, nejen Arabové, a to sunnité i šíitové. Kongres byl Brity povolen pod podmínkou, že se nesmí diskutovat britská správa a politika. Kongres rozhodl o zřízení místních organizací v různých zemích světa, potvrdil svátost mešity al-Aksá a Západní zdi. Současně byla vyjádřena podpora Palestině a došlo k dohodě o zřízení fondu, který měl pomoci zamezit prodeji půdy židovským imigrantům.
Kongres byl začátkem konce Palestinského arabského kongresu, který byl završen smrtí Musy al-Husajniho v roce 1934. Arabský kongres se následně rozpadl do několika palestinských politických stran.